# Czasław (województwo małopolskie)
Czasław – wieś w Polsce położona w województwie małopolskim, w powiecie myślenickim, w gminie Raciechowice. W latach 1975–1998 miejscowość administracyjnie należała do województwa krakowskiego.
| SIMC    | Nazwa    | Rodzaj     |
| ------- | -------- | ---------- |
| 0332469 | Burdele  | część wsi  |
| 0332475 | Sarnulki | część wsi  |
| 0332481 | Wzory    | część wsi  |
| 0332498 | Zalesie  | przysiółek |

W Czasławiu znajduje się Szkoła Podstawowa im. Mikołaja Kopernika, która została założona 11 sierpnia 1900 roku. Jest ona prowadzona przez Stowarzyszenie Integracji, Rozwoju i Promocji Wsi Czasław.

## Zabytki
Obiekt wpisany do rejestru zabytków nieruchomych województwa małopolskiego.
- Zespół dworski: dwór, spichlerz, stajnia, ogród.

## Osoby związane z miejscowością
- Ludomił Rayski pilot, generał brygady
- Odo Bujwid w 1899 r. zakupił w Czasławiu majątek, by przenieść tu swoje konie szczepienne (do sporządzania szczepionki przeciwbłoniczej). Tutaj urodził się jego syn – Jan[8].